# ليتل بريكهيل (باكينجهامشير)
ليتل بريكهيل (بالإنجليزية: Little Brickhill)‏ هي قرية وأبرشية مدنية تقع في المملكة المتحدة في إنجلترا. يقدر عدد سكانها بـ 407 نسمة .